# 宁乡猪
宁乡猪，产于中国湖南省长沙市宁乡市流沙河镇一带，又称草冲猪、流沙河猪，是湖南省四大名猪种之一。1981年国家标准总局核准颁布了《宁乡猪标准》，代号为GB2773-81宁乡猪，正式确定宁乡猪为全国三大优良地方品种之一。宁乡猪在中国各地广为饲养。2006年宁乡猪被列为国家级畜禽遗传资源保护名录中。